# Huntza (pel·lícula)
Huntza (L'heura) és un curtmetratge de 15 minuts dirigit el 1992 per Antonio Conesa, basat en una idea de Jorge Simonet. Ofereix tres visions dels efectes del conflicte basc i les accions d'ETA a la societat guipuscoana.

## Argument
A mitja tarda d'un dissabte dos nois van al bar d'un poble de Guipúscoa i mentre són allí un és assassinat per un membre d'ETA. El curt mostra l'acció des de tres punts de vista: la del membre d'ETA, amb la seva por i inseguretat, la dels ciutadans, abertzales o no, que pateixen les accions, i les dels guàrdies civils, sovint víctimes d'ETA.

## Repartiment
- Joseba Aierbe
- Mikel Laskurain
- Martxelo Rubio
- Reyes Moleres
- Isidoro Fernández

## Premis i nominacions
Als VII Premis Goya fou nominat al Goya al millor curtmetratge de ficció (1992). Posteriorment va guanyar el premi del Festival de Cinema d'Alcalá de Henares i d'altres premis semblants a Osca, Alacant, Gijón i Elx. També va guanyar el primer premi al IV Festival de Cinema de l'Alfàs del Pi.